# 道氏艾狼蛛
道氏艾狼蛛（学名：Evippa douglasi）为狼蛛科艾狼蛛属的动物。在中国大陆，分布于山西等地。